# Hampea reynae
Hampea reynae är en malvaväxtart som beskrevs av P.A. Fryxell. Hampea reynae ingår i släktet Hampea och familjen malvaväxter. Inga underarter finns listade i Catalogue of Life.